# Richel

Locatie

De Richel is een zandplaat en een klein eiland in de Waddenzee, een paar kilometer ten oosten van de haven van Vlieland. De zandplaat maakt deel uit van de gemeente Vlieland.
Sinds 2009 is er sprake van duinvorming. Een gebied van ruim 7 hectare is daarna steeds verder begroeid geraakt. Het is daarmee een echt eiland dat op afstand zichtbaar is. Inmiddels zijn er ruim 30 plantensoorten aangetroffen.
De Richel is van belang als broedgebied van bontbekplevier, strandplevier en dwergstern, die er in wisselende aantallen voorkomen. Ook is het een van de belangrijkste rustgebieden van de grijze zeehond in de Waddenzee.
Tussen 1964 en 1976 stond er ook nog een houten kaap op de Richel. De aannemer was fa Herke de Groot uit Harlingen die eerder ook al een kaap bouwde op de Engelsmanplaat